# 垂直風洞

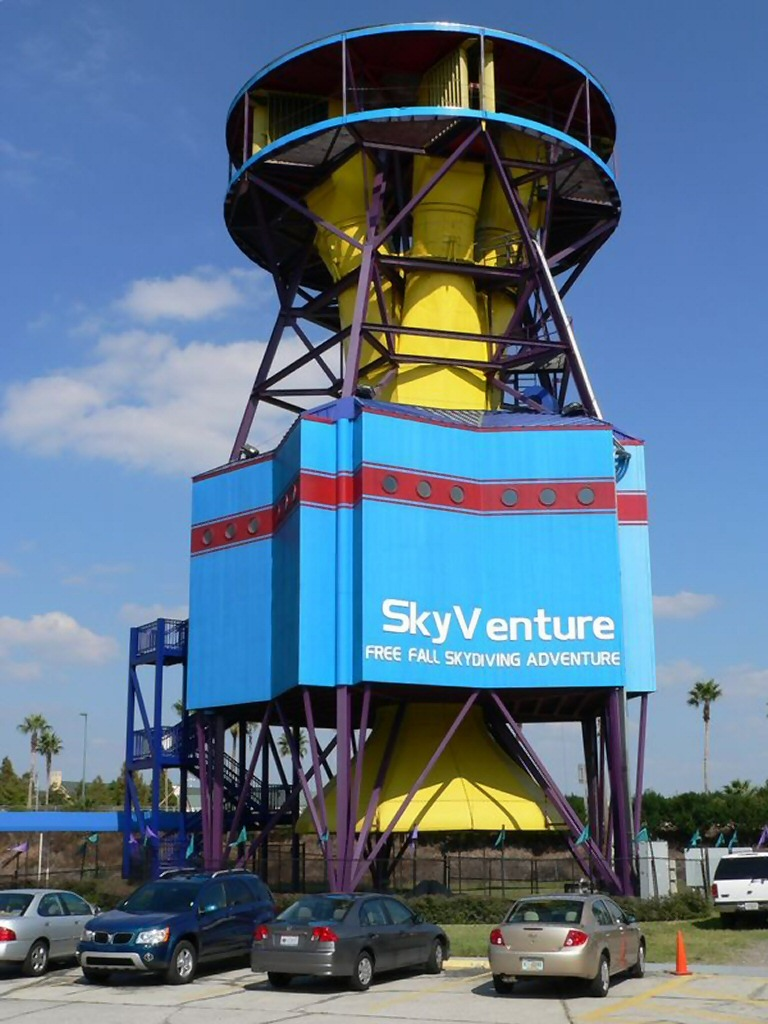
非循環式室內垂直風洞

垂直風洞（英語：Vertical wind tunnel）是一種將氣流以垂直方式流動的風洞。它是一種娛樂用風洞，通常被稱為室內跳傘（indoor skydiving）或是人體飛行（bodyflight）。它也常被使用在跳傘的訓練上。
垂直風洞主要的功能，是讓人類在不借助飛行傘、滑翔翼等等飛行器具的狀況下，藉由垂直產生的氣流在空氣中飄浮飛行。向上吹送的氣流時速約為195公里/小時（120英里 或 55公尺/每秒），這是由人類在腹部朝下時的估算出的終端速度。它被稱為室內跳傘的原因，是因為它的飛行模式帶給人的感覺，十分近似真正的空中跳傘。

## 垂直風洞型式
垂直風洞可以分為下列幾類:
- 戶外開放式
- 室內封閉式
- 混合式

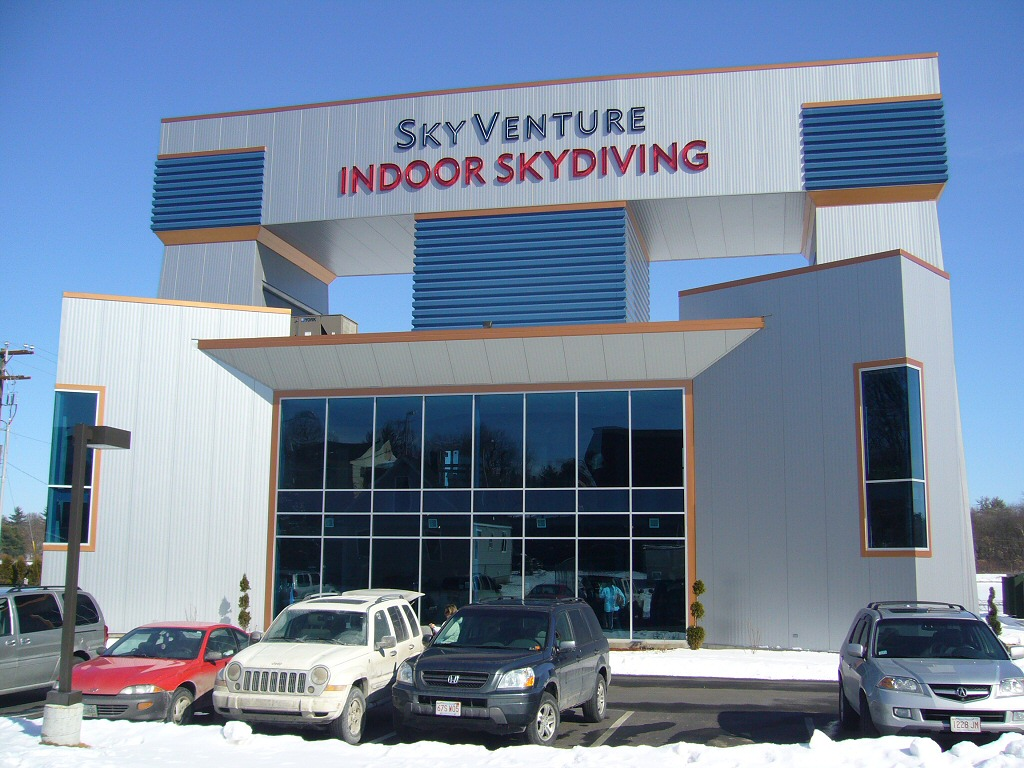
循環式室內垂直風洞

戶外垂直風洞又分為固定式及可移動式，可移動式戶外垂直風洞通常用於拍攝電影或是表演活動，通常只有大型規模的展覽會才會租用戶外垂直風洞。因為此種風洞並沒有護牆，因此它可以帶給飛行者以及觀眾十分有趣驚奇的體驗。它的特色就是可以帶給飛行者非常良好的視野景觀。如果是要給初學者進行飛行體驗時，則會在四週加裝上護牆或是安全網，以避免初學者跌出飛行區受傷。
室內垂直風洞可細分為循環式與非循環式，非循環式垂直風洞通常是從建築物底部的進氣口吸入空氣，將氣流流經建築物內部，最後由建築物頂部排出。循環式垂直風洞是藉由旋轉的葉片帶動空氣，製造出一個循環的氣動力迴路。兩者都會在建築物內部設置一個飛行區，通常是製作成籠子的型式。循環式垂直風洞主要是建造在氣溫較低的地區。相較於戶外開放式，室內封閉式的氣流較為溫和順暢，也較易控制，同時也不易受氣候影響，因此就算在寒冷地區，也能全年無休的運作。
產生氣流的設備多半使用螺旋槳或是大型風扇，驅動的機器可使用馬達或是引擎。製造出上升氣流的飛行區大小通常在6至16英尺之間，控制室則會設置於便於觀測飛行區的位置，以方便操作員隨時因應飛行員的體重、技巧、飛行需求，而改變氣流流量。

## 安全性與市場號召力
室內跳傘的主要訴求客群為擁有懼高症的人，因為比起一般跳傘動輒從數千公尺的高空躍下，垂直風洞的飛行高度大約只有數英尺而已。另外由於許多國家對於跳傘者的年齡有法律限制，因此室內跳傘的另一個賣點就是無年齡限制，就算是兒童也可以在監護人的同意下進行娛樂飛行。垂直風洞的風速可調整，通常介於80至150英尺之間，主要是讓飛行者可以在空中做出各種翻滾動作，但是當高度下降時又能張開身體增加風阻，以提高升力。室內封閉型垂直風洞的主要安全措施是飛行籠，藉由打造安全的防撞護墊牆以及底部和頂部的安全網構築而成。而戶外開放型垂直風洞則多半在飛行區邊緣使用網子或是氣墊做為安全設施，防止飛行者跌出飛行區。由於使用垂直風洞飛行是一種包含了低撞擊性的活動，可能會對飛行者的背部、頸部、肩部造成一些推擠，因此有習慣性脫臼，或是背部頸部有痼疾的人應該先經由醫生判斷是否可使用垂直風洞娛樂。

## 發展歷史

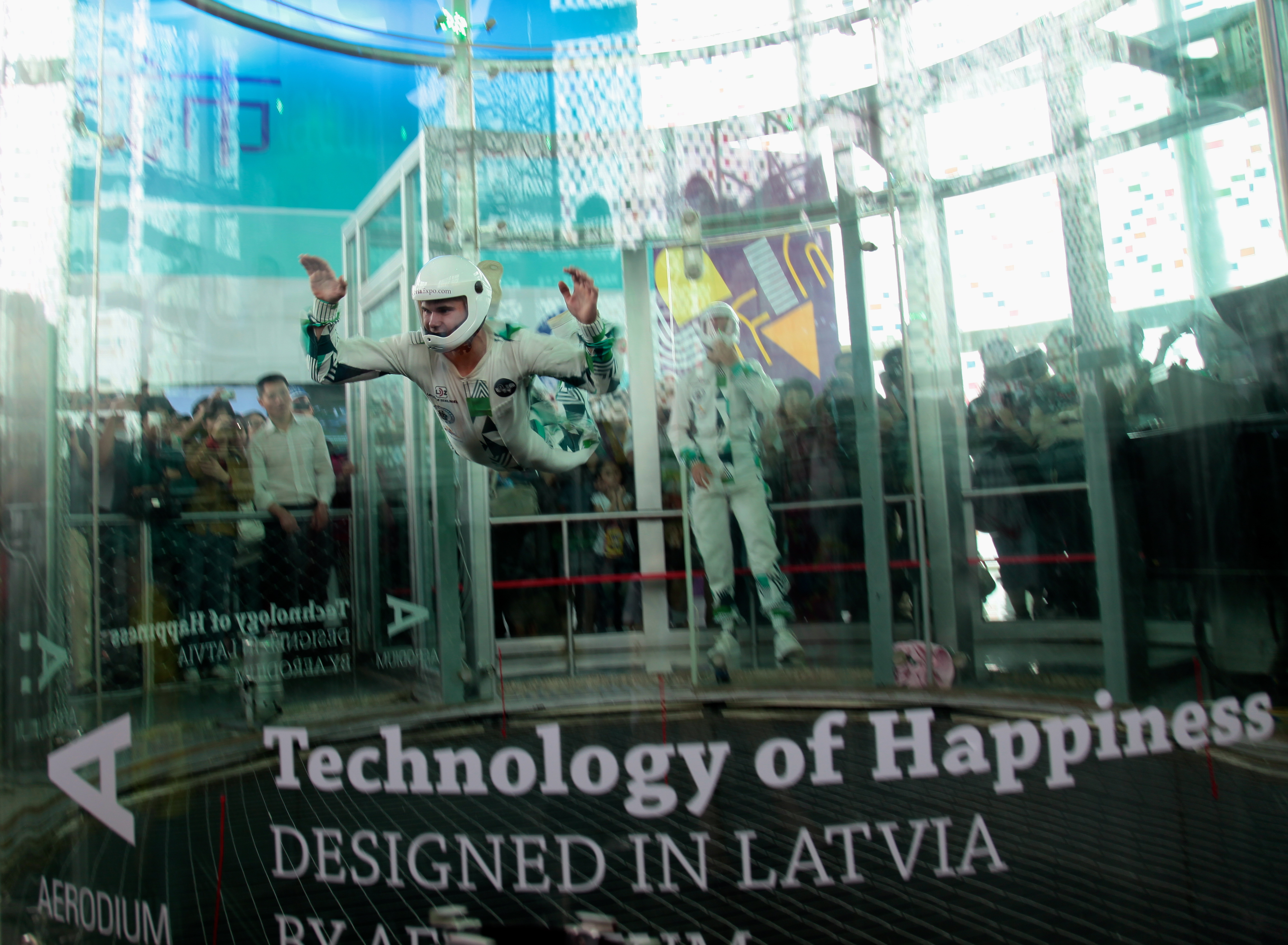
上海世博拉脫維亞館展出的垂直風洞

第一個在垂直風洞中飛行的記錄，是傑克·蒂芬尼於1964年時，在俄亥俄州的賴特派特森空軍基地中創下。
而第一個娛樂用的垂直風洞是1979年由加拿大魁北克省AERODIUM公司的Jean St. Germain製造，它以Levitationarium的名稱進行研發，並申請專利。1982年，Jean St. Germain將他的概念賣給美國公司，並協助在美國建造了兩個垂直風洞。第一個風洞在1982年夏天，建造於內華達州的拉斯維加斯，純粹用於商業娛樂使用。同年第二個垂直風洞於田納西州完工，兩個風洞都以Flyaway Indoor Skydiving的名稱展開營業。直到2005年才改名為Vegas Indoor Skydiving。
另一個垂直風洞的重要里程碑是2006年冬季奧林匹克運動會閉幕式中的的飛行表演。許多人第一次看到垂直風洞，並且對於飛行者不靠鋼索飛行感到非常驚奇嚮往。
2009年，為了宣傳2014年冬季奧林匹克運動會的代表圖案揭幕儀式，莫斯科紅場上也舉行了一場垂直風洞飛行秀。2010年，上海世博的拉脫維亞館就展出了一個垂直風洞。

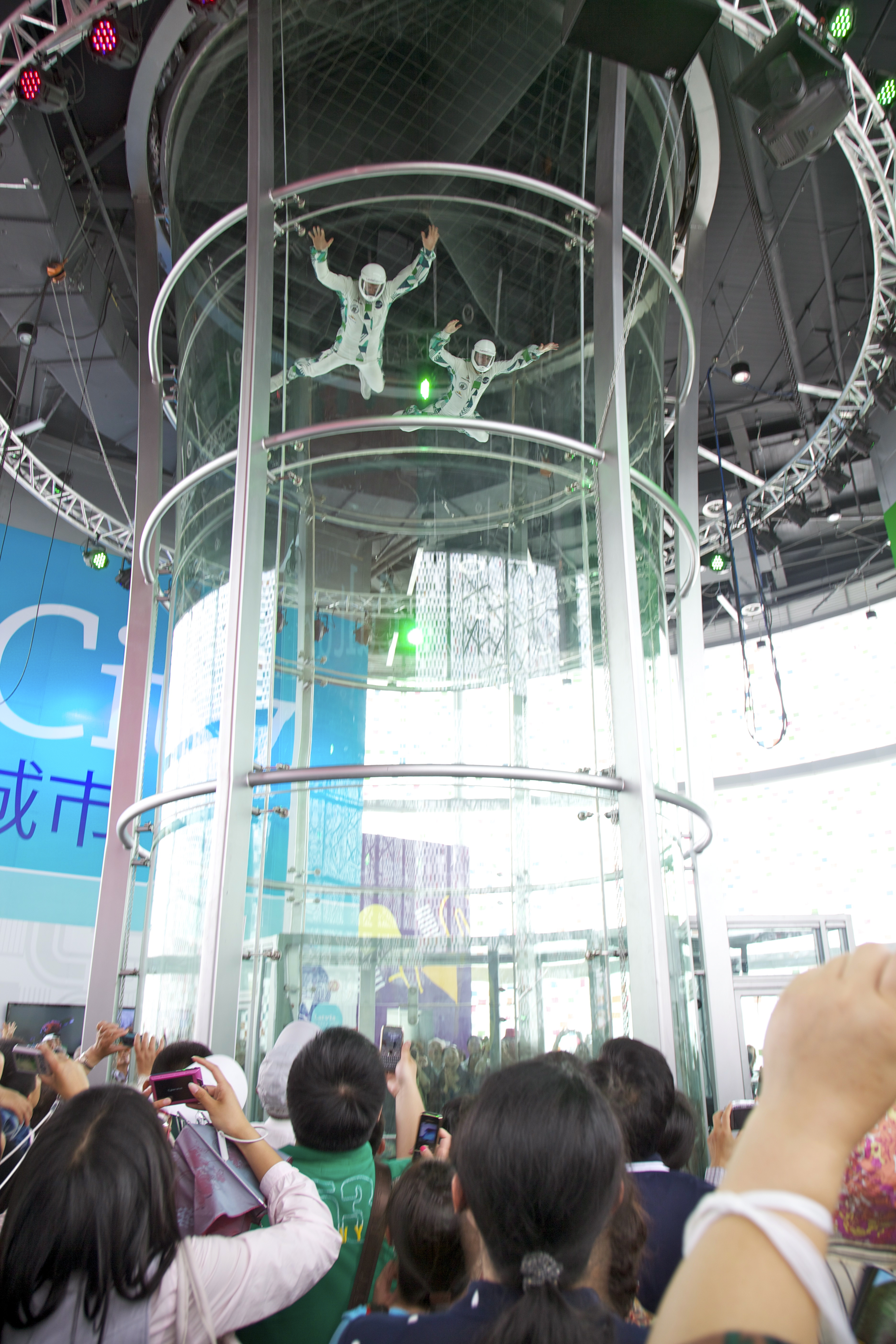
上海世博拉脫維亞館垂直風洞飛行全貌

## 外部連結
- Bodyflight Network - Worldwide list of vertical wind tunnels.
- International Bodyflight Association（页面存档备份，存于） - Tunnel instructor training, listing of vertical wind tunnels
- SkyVenture（页面存档备份，存于） - 知名垂直風洞製造商